# Volo Martinair 495
Il volo Martinair 495 era un volo passeggeri di linea internazionale da Amsterdam, nei Paesi Bassi, a Faro, in Portogallo. Il 21 dicembre 1992, un McDonnell Douglas DC-10 operante il volo si schiantò durante l'atterraggio all'aeroporto di Faro in condizioni meteorologiche avverse. L'aeromobile trasportava 13 membri dell'equipaggio e 327 passeggeri, principalmente olandesi che si recavano in vacanza. Persero la vita 54 passeggeri e 2 membri dell'equipaggio. 106 degli altri occupanti rimasero gravemente feriti.

## L'aereo
Il velivolo coinvolto era un McDonnell Douglas DC-10-30, marche PH-MBN, numero di serie 46924, numero di linea 218. Volò per la prima volta il 29 ottobre 1975 e venne consegnato a Martinair il 26 del mese successivo. La compagnia olandese lo noleggiò a Mandala Airlines, Singapore Airlines, Garuda Indonesia e World Airways, per poi tornare alla base nel giugno 1992. Era spinto da 3 motori turboventola General Electric CF6-50C. Al momento dell'incidente, l'aereo aveva circa 17 anni e aveva accumulato 61 543 ore di volo in 14 615 cicli di decollo-atterraggio.

## L'equipaggio
Il comandante era il 56enne H. W. van Staveren, che lavorava per Martinair dal gennaio 1968. Era un istruttore su DC-10 e aveva registrato un totale di 14 441 ore di volo.
Il primo ufficiale era R. J. H. Clemenkowff, 31 anni. Lavorava per Martinair da tre anni e aveva 2 288 ore di volo, di cui 1 787 su DC-10.
L'ingegnere di volo era il 29enne G. W. Glans, che lavorava per Martinair da soli otto mesi. Tuttavia, aveva lavorato precedentemente per Canadian Airlines e Swissair. Glans aveva un totale di 7 540 ore di volo, incluse 1 700 su DC-10.

## L'incidente
La mattina dell'incidente, l'aereo era in ritardo all'aeroporto di Amsterdam Schiphol a causa di un guasto a un inversore di spinta. Tuttavia, il problema non venne risolto. L'aereo decollò comunque diretto a Faro alle 07:30 del mattino ora locale. Secondo Martinair, l'inversore di spinta difettoso non contribuì all'incidente.
Un forte temporale imperversava nelle immediate vicinanze dell'aeroporto di Faro, accompagnato da piogge, vento e nuvole basse. La torre di controllo informò l'equipaggio dell'attività temporalesca, affermando inoltre che c'era acqua sulla pista. Dopo un primo tentativo fallito di atterraggio, l'equipaggio stava eseguendo un secondo avvicinamento VOR/DME sulla pista 11 (ora pista 10) quando l'aereo attraversò almeno due microbursts. Secondo il rapporto finale portoghese, i vigili del fuoco videro un'esplosione proveniente dall'aereo 22 secondi prima dello schianto.
L'aeromobile atterrò con una velocità di discesa superiore ai limiti di progettazione del costruttore. Dopo il duro atterraggio, il carrello di atterraggio principale destro collassò. Il serbatoio del carburante dell'ala si ruppe e il contenuto si incendiò. La fusoliera del DC-10 si spezzò in due parti, finendo adagiata su un lato.

## Le indagini

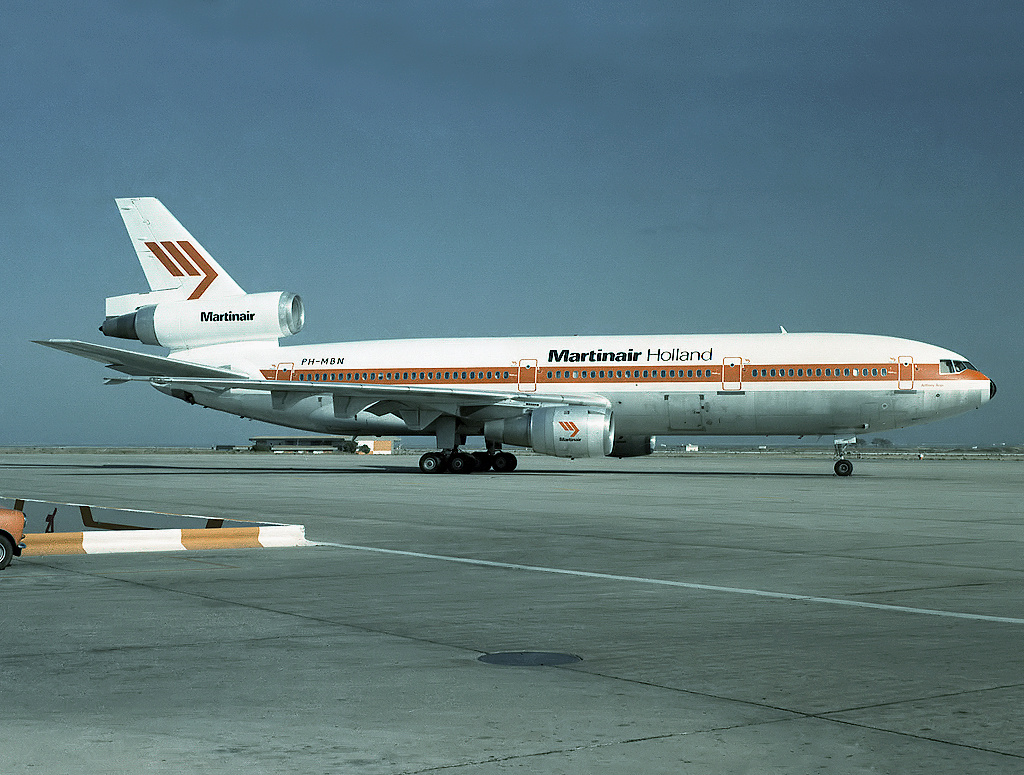
L'aereo coinvolto nell'incidente, visto all'aeroporto di Faro, luogo dell'incidente, nel 1985.

Esistono opinioni diverse sulle cause del disastro.

### Autorità portoghesi
Secondo le autorità portoghesi (DGAC), le cause del disastro aereo furono:
- l'elevato rateo di discesa durante l'avvicinamento;
- l'atterraggio con il carrello di destra, che superò i limiti strutturali dell'aereo;
- il vento trasversale durante l'avvicinamento e l'atterraggio;
- la combinazione di questi fattori causò forze maggiori di quelle che l'aereo poteva sopportare.

Il DGAC descrisse come fattori aggiuntivi:
- l'avvicinamento non stabilizzato;
- informazioni sul vento errate riportate dalla torre di controllo;
- l'assenza di un sistema luminoso di avvicinamento;
- la valutazione errata delle condizioni della pista da parte dell'equipaggio;
- la disattivazione del pilota automatico solo momenti prima dell'atterraggio quando, in quelle condizioni, l'intero avvicinamento avrebbe dovuto essere condotto manualmente;
- la diminuzione del coefficiente di portanza a causa della pioggia.

### Autorità olandesi

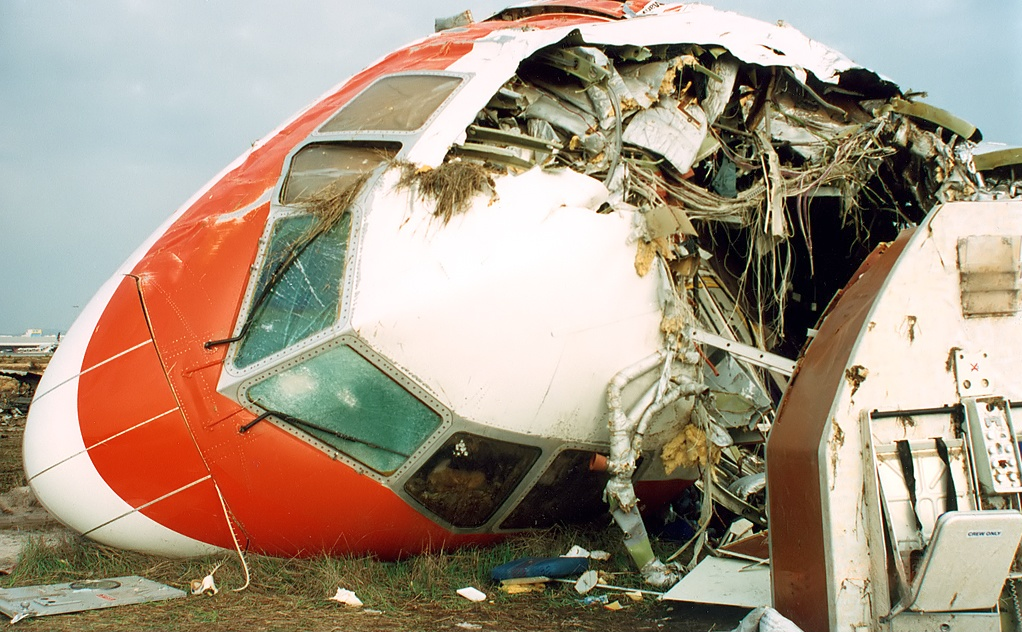
La sezione della cabina di pilotaggio di PH-MBN.

Il Dutch Office for the Investigation of Accidents and Incidents of the National Aviation Authority (RLD) indicò che la causa probabile era la seguente:
- una variazione improvvisa e inaspettata nella direzione e velocità del vento (windshear) nell'ultima fase dell'avvicinamento;
- un conseguente elevato rateo di discesa e uno spostamento laterale estremo, che causò un duro atterraggio sul carrello di atterraggio destro, che in combinazione con un notevole spostamento angolare superava i limiti strutturali dell'aeromobile.

Il RLD descrisse come fattori aggiuntivi:
- l'equipaggio del volo MP495 non si aspettava il verificarsi di un wind shear sulla base delle previsioni meteorologiche;
- la riduzione prematura della potenza dei motori, molto probabilmente a causa di azioni dell'equipaggio;
- la disattivazione del pilota automatico solo momenti prima dell'atterraggio quando, in quelle condizioni, l'intero avvicinamento avrebbe dovuto essere condotto manualmente.

### Cause legali
Il 14 febbraio 2011, l'Algemeen Dagblad riferì di una nuova indagine, condotta dal ricercatore Harry Horlings su richiesta dei parenti dei coinvolti. Secondo Horlings, il disastro di Faro non presentava alcun wind shear e i piloti commisero gravi errori. Secondo Horlings, i dati della scatola nera erano incompleti nel rapporto olandese del 1993; mancavano gli ultimi secondi. Nella lettera di accompagnamento al rapporto dell'American Aviation Service, in cui venivano presentati i dati della scatola nera, veniva indicato che l'autopilota era stato usato in modo errato. Il rapporto raccomandò inoltre di migliorare l'addestramento dei piloti.
Il Dutch Safety Board dichiarò di non essere in grado di rispondere perché non era stato in grado di leggere e valutare il rapporto del ricercatore Horlings. L'avvocato Jan Willem Koeleman, che assistette alcuni parenti sopravvissuti, annunciò che avrebbe chiesto a Martinair di riconoscere la responsabilità e di pagare un risarcimento aggiuntivo. L'8 dicembre 2012, Koeleman riferì a Martinair e allo stato olandese di rispondere prima del 21 dello stesso mese.
Il caso contro Martinair, che nel frattempo era entrato a far parte della KLM, alla fine iniziò il 13 gennaio 2014 ad Amsterdam. Il 26 febbraio 2014, la corte emise la sentenza. Ignorando i nuovi fatti presentati dalle vittime, decretò che non erano necessari ulteriori risarcimenti.
Il caso contro lo stato dei Paesi Bassi iniziò il 20 gennaio 2014 a L'Aia. Lo stesso giorno in cui il tribunale distrettuale sentenziò ad Amsterdam, il 26 febbraio 2014, il tribunale dell'Aia ritenne necessarie ulteriori indagini e volle sentire le opinioni di altri esperti.
Nel gennaio 2020, il tribunale distrettuale dell'Aja stabilì che lo stato olandese era parzialmente responsabile dell'incidente.

## Conseguenze
Il disastro aereo avvenne pochi mesi dopo l'incidente del volo El Al 1862. Sebbene l'incidente a Faro abbia avuto più vittime, ricevette relativamente poca attenzione da parte dei media. I sopravvissuti riferirono di non essere stati ascoltati. Si unirono nella "Anthony Ruys Foundation", dal nome del velivolo. La fondazione venne sciolta nel maggio 2011.
Il 16 gennaio 2016, il programma EenVandaag portò attenzione al disastro. Nella trasmissione, un ex controllore tecnico di Martinair dichiarò che all'epoca, sotto forte pressione, aveva firmato un modulo in cui la sostituzione di un carrello di atterraggio dell'aeromobile veniva rimandata per la terza volta. Tale rinvio poteva essere concesso solo due volte. L'avvocato Jan Willem Koeleman, che assistette vittime e sopravvissuti, scoprì che un documento presente nell'archivio del consiglio dell'aviazione rimarrà segreto fino al gennaio 2073. Il membro del parlamento del CDA Pieter Omtzigt definì questo "molto inappropriato" e chiese chiarimenti al governo.

## Nella cultura di massa
L'incidente è stato ricostruito nel sesto episodio della ventiduesima stagione del programma canadese "Indagini ad alta quota", dal titolo Errore di comunicazione.